# بخش کراسبی (شهرستان همیلتون، اوهایو)
بخش کراسبی (به انگلیسی: Crosby Township) یک منطقهٔ مسکونی در ایالات متحده آمریکا است که در شهرستان همیلتون، اوهایو واقع شده‌است.
 بخش کراسبی ۵۲٫۳ کیلومتر مربع مساحت و ۲٬۷۶۷ نفر جمعیت دارد و ۱۸۰ متر بالاتر از سطح دریا واقع شده‌است.